# Bocchus II
Pour les articles homonymes, voir Bocchus (homonymie).
Bocchus II, dit « le jeune » est un roi de Maurétanie du Ier siècle av. J.-C. Il est le fils du roi Mastanesosus, décédé en 49 av. J.-C. et hérite de son trône. 
Il règne de -49 jusqu'à 33 av. J.-C., conjointement avec son frère Bogud. En 38 av. J.-C., il règne seul sur le royaume. Sous son règne, le royaume de Maurétanie atteint son apogée territorial, régnant de l'actuel Maroc jusque Cirta (l'actuelle Constantine, à l'Est de l'Algérie)

## Biographie
Il est le fils de Mastanesosus, roi de Maurétanie. Son père a été identifié à partir des légendes latines des pièces de monnaie qui donnent sa lignée exacte Rex Bocchus Sosi f(ilius) ou Sos fi soit « Roi Bocchus fils de Sosus ». Par l'ouvrage de Jules César nommé De Bello Africo, on sait qu'en 49 av. J.-C., le royaume de Mastanesosus avait été divisé entre Bocchus II et Bogud, qui étaient frères. Bocchus II régnait sur la partie orientale de la Maurétanie et avait Iol (actuelle Cherchell, en Algérie) comme capitale et son frère Bogud régnait sur la partie ouest de la Maurétanie et avait Volubilis (près de l'actuelle Meknès, au Maroc) comme capitale. Les seules choses connues sur son règne sont trois événements : ses relations avec le commandant romain Publius Sittius, son rôle dans la guerre contre le roi numide Juba Ier et les Pompéiens, et l'annexion de la Maurétanie occidentale. Il a été reconnu comme roi par le Sénat césarien en 49 av. J.-C., mais il était auparavant hostile au roi de Numidie Juba Ier et on ne sait pas exactement quand son règne a commencé. Il est certain qu'à cette époque, lui et son frère Bogud, plaidaient en faveur du chef d'État romain Jules César contre les Pompéiens et leur allié Juba Ier, roi de Numidie.
Pendant la guerre civile de César de -49-45 av. J.-C., Bocchus et Publius Sittius envahirent la Numidie, renversant Massinissa II, dont le royaume fut facilement conquis, et s'emparèrent en quelques jours de Cirta (actuelle Constantine, en Algérie), la capitale du royaume de Juba Ier, qui fut ainsi obligé d'abandonner l'idée de rejoindre le commandant romain Metellus Scipion contre Jules César. Les actions de Bocchus se sont arrêtées là, mais Sittius a continué le combat. À la fin de la guerre, Jules César accorda à Bocchus une partie du territoire de Masinissa II, l'allié de Juba, qui fut récupéré par le fils de Massinissa, Arabion, après le meurtre de César,,. Le royaume de Maurétanie s'étendit ainsi jusqu'à l'Ampsaga (actuel oued Rhummel, en Algérie). Le reste du royaume de Massinissa II, la région proche de la mer au nord de Cirta et le territoire de Cirta, qui avait appartenu à Juba, furent donnés à Publius Sittius.
L'historien romain Dion Cassius dit que Bocchus a envoyé ses fils pour soutenir le général romain Sextus Pompée en Hispanie (actuelle Espagne), tandis que Bogud a combattu aux côtés de Jules César, et il ne fait aucun doute qu'après la mort de César, Bocchus a soutenu Auguste et Bogud Marc-Antoine.
Pendant l'absence de Bogud en Espagne, Bocchus II s'empara de toute la Maurétanie et fut confirmé comme seul dirigeant par Auguste. Ainsi Bocchus II a reconstitué une unification d'un royaume maurétanien plus grand que Bocchus Ier et Sosus n'avaient jamais connu. Il mourut sans héritier en 33 avant J.-C., faisant don de son royaume à Auguste qui, après une brève période d'administration directe (33 av J.-C. - 25 avant J.-C.), le donna en 25 avant J.-C. au roi numide Juba II, fils de Juba Ier et roi de Numidie. Par la suite, la Numidie (à l'exception de la Numidie occidentale) fut directement annexée à l'Empire romain en tant que partie de la province romaine d'Afrique proconsulaire, tandis que le royaume de Maurétanie (élargi par la Numidie occidentale) continua comme État client romain sous les rois Juba II (25 av. J.-C. - 23 apr. J.-C.) et son fils et successeur Ptolémée de Maurétanie (20-40) jusqu'à ce qu'il soit annexé à l'Empire romain sous le règne de l'empereur Claude.